# Penny Marshall (novinářka)
Penny Marshall (* 7. listopadu 1962) je anglická novinářka.
V roce 1985 začala pracovat pro televizní stanici ITV. Od roku 1989 působila jako televizní korespondentka v Moskvě. V roce 1992, během balkánských válek, spolu s Ianem Williamsem (Channel 4) a novinářem Edem Vulliamym odkryla existenci koncentračních táborů Omarska a Trnopolje. Dále psala například o Rumunské revoluci, propuštění Nelsona Mandely z vězení a inauguraci Billa Clintona.
V březnu 2014 bylo oznámeno vytvoření nové pozice vzdělávacího redaktora v BBC, které se měla – po 29 letech zkušeností u ITV – ujmout Penny Marshall. V listopadu téhož roku, ještě před uvedením programu do vysílání, funkci opustila a vrátila se k ITV. Za svou práci získala mj. ceny BAFTA, Emmy a Royal Television Society Journalism Award. Roku 2015 získala čestný doktorát z City, University of London.